# Firass Dirani
Firass Dirani est un acteur australien d'origine libanaise, né le 29 avril 1984 à Sydney. Il est surtout connu pour avoir interprété le rôle du Power Ranger rouge dans Power Rangers : Force mystique. Il a également joué dans Pitch Black (avec Vin Diesel) dans le rôle dAli. Sans oublier, l'interprétation magistrale de John Ibrahim, figure du milieu de la nuit d'un quartier de Sydney (King's Cross), en 2010, dans le show TV australien, Underbelly.

## Filmographie
- 2016 : Osiris, la 9ème planète (Science Fiction Volume One: The Osiris Child) de Shane Abbess : Carmel
- 2016 : Tu ne tueras point (Hacksaw Ridge) de Mel Gibson
- Keller élite avec jason stattam et robet denieo